# Parliamentary Triangle

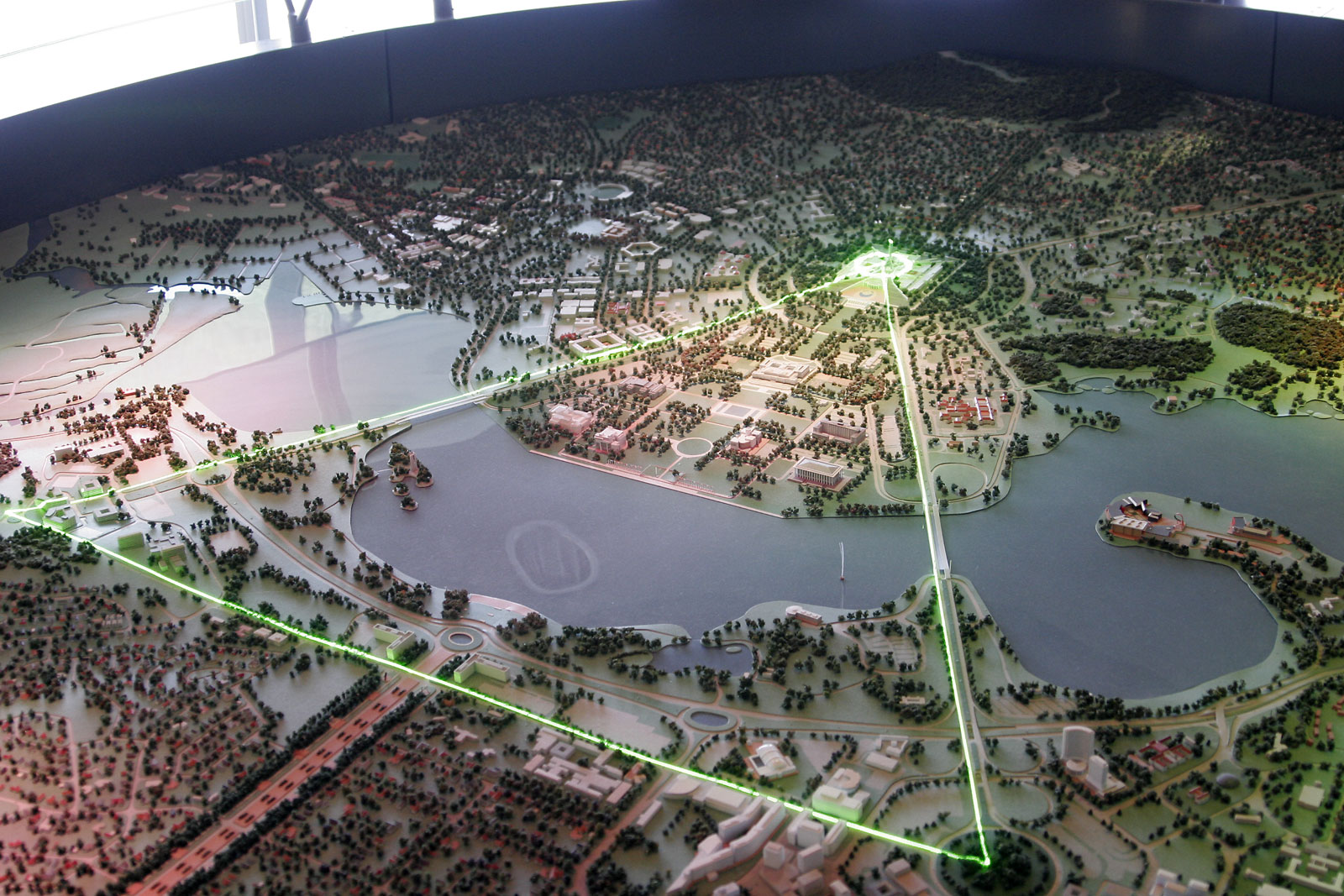
Ein Modell von Canberra, der Parlamentiary Triangle wird durch die grünen Laserstrahlen angezeigt.

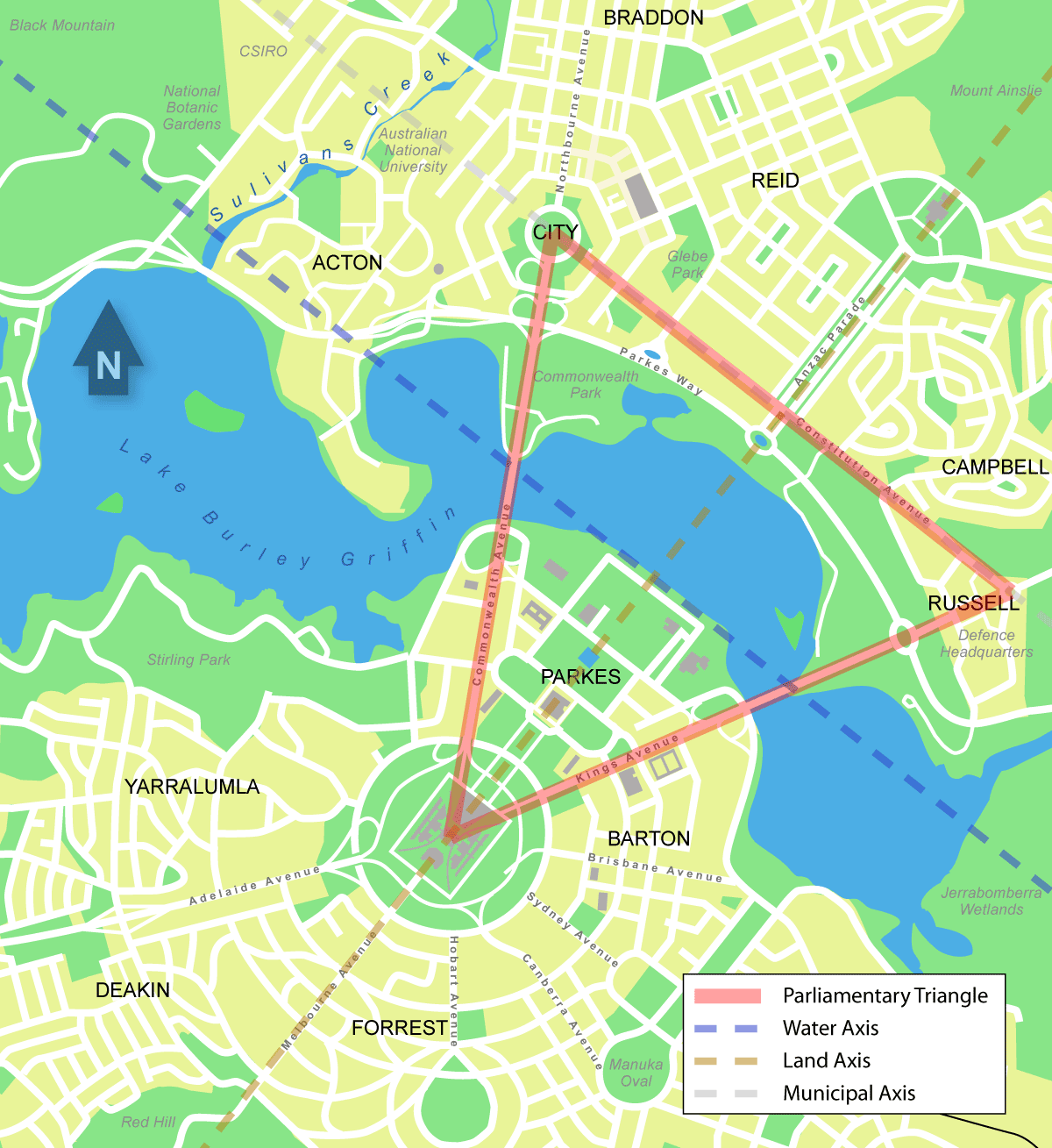
Karte des Stadtzentrums von Canberra, der Parlamentiary Triangle ist rot eingezeichnet.

Das Parliamentary Triangle („Parlaments-Dreieck“) ist der zentrale Stadtteil von Canberra, mit einigen der wichtigsten Gebäude Australiens. Das Dreieck wird gebildet durch die Commonwealth Avenue, die Kings Avenue und die Constitution Avenue. Die Gebäude innerhalb des Dreiecks wurden so platziert und gestaltet, dass der visuelle Eindruck möglichst optimal ist; viele von ihnen sind beliebte Touristenattraktionen.

## Beschreibung
Das Parliamentary Triangle war ein wesentlicher Bestandteil von Walter Burley Griffins Entwurf für den Bau von Canberra. Die Ecken des Dreiecks sind das Parliament House, das Verteidigungsministerium und der City Hill. Griffin plante die Stadt um zwei rechtwinklig zueinander stehenden Achsen, die sich im Zentrum des Dreiecks kreuzen. Die Landachse führt vom Mount Ainslie über Capital Hill und Red Hill zum Mount Bimberi, dem höchsten Berg im Australian Capital Territory. Die Wasserachse folgt dem Lake Burley Griffin. Das Südufer des Sees durchschneidet das Parliamentary Triangle und bildet ein kleineres Dreieck, das als „Parliamentary Zone“ bezeichnet wird. In diesem befindet sich beinahe alle wichtigen Gebäude innerhalb des Parliamentary Triangle.
Gesetzlich wird das Dreieck durch Artikel 3 des vom australischen Parlament verabschiedeten Parliament Act 1974 definiert. Gemäß Griffins Plan, der den Gartenstadt-Ideen verpflichtet ist, sind die Straßen innerhalb des Dreiecks von großen Laubbäumen gesäumt. Die Gebäude befinden sich innerhalb großzügiger Grünflächen. Dadurch entsteht ein Eindruck der Weite und die Gebäude liegen oft mehrere Gehminuten voneinander entfernt. Die bauliche Entwicklung innerhalb des Parliamentary Triangle wird durch die National Capital Authority – eine Regierungsbehörde, die dem Ministerium für Verkehr und regionale Dienstleistungen untersteht – streng kontrolliert.

## Bedeutende Gebäude
Das Gebiet, welches durch das Parliamentary Triangle begrenzt wird, entspricht zu einem großen Teil dem Stadtteil Parkes. Das Parliament House und das Old Parliament House (neues und altes Parlament) sind die bedeutendsten Bauwerke innerhalb des Dreiecks. Andere für das Design und die Symmetrie des Dreiecks wichtige Bauwerke sind der High Court of Australia (Oberster Gerichtshof) und die National Gallery of Australia (Nationalgalerie) östlich des alten Parlaments in der Nähe des Sees sowie die National Library of Australia (Nationalbibliothek) und das Questacon (Wissenschafts- und Technologiezentrum) westlich des alten Parlaments. Die Gebäude einiger Ministerien befinden sich ebenfalls innerhalb des Dreiecks.